# Angelo Rinaldi
Angelo Rinaldi (Bastia, Córcega, 17 de junio de 1940 - 7 de mayo de 2025) fue un escritor y crítico literario francés. Miembro de la Academia Francesa, ocupando el asiento número 20.

## Datos biográficos
Hijo de Pierre-François Rinaldi y de d'Antoinette Pietri, creció en Córcega. Periodista desde joven, trabajó en Nice-Matin y Paris Jour como reportero y cronista judicial. Más tarde empezó a escribir novela y se orientó también a la crítica literaria. En la antología que publicó, Service de presse (1999), se muestran los temas de su interés: la poesía, la novela negra americana, la pureza de la lengua francesa, y su ferocidad en contra de algunos autores de moda como Marguerite Duras, Alain Robbe-Grillet y Philippe Sollers. Da también testimonio de su admiración por otros escritores no tan conocidos a quienes ha promovido ante el gran público, como François Augieras, Marguerite Audoux, Olivier Larronde, Fritz Zorn, Elizabeth Taylor (novelista), Jean Rhys e Italo Svevo.
Angelo Rinaldi trabajó en :L'Express, el Point y en Le Nouvel Observateur antes de ser el director literario de Le Figaro hasta su jubilación en 2005.
Recibió el Premio Literario Príncipe de Mónaco por el conjunto de su obra y fue elegido el 21 de junio de 2002 a la Academia Francesa, ocupando el asiento número 20. Sucedió en tal silla a José Cabanis.
En abril de 2007 fue nombrado Caballero de la Legión de Honor de Francia.
En marzo de 2011 renunció a la presidencia de la Asociación de Defensa de la Lengua Francesa en protesta por la entrega de un premio a Éric Zemmour, como consecuencia a la condena del periodista polémico por una cuestión de discriminación racial.
El escritor Salim Jay le dedicó un libro: Pour Angelo Rinaldi (Belles Lettres, 1994).

## Obra
- La Loge du gouverneur, novela, 1969. Prix Fénéon en 1970
- La casa de los Atlantes, novela, 1971. Prix Femina
- L'Éducation de l'oubli, Denoël, 1974
- Les Dames de France, Gallimard, 1977
- La Dernière Fête de l'Empire, novela, Gallimard, 1980
- Les Jardins du consulat, novela, Gallimard, 1985
- Les Roses de Pline, Gallimard, 1987
- La Confession dans les collines, Gallimard, 1990
- Les jours ne s'en vont pas longtemps, Grasset, 1993
- Dernières Nouvelles de la nuit, Grasset, 1997
- Service de presse (crónicas literarias publicadas en la revista 'Express), Plon, 1999, prólogo de Jean-François Revel
- Tout ce que je sais de Marie, Gallimard, 2000
- Où finira le fleuve, Fayard, 2006
- Résidence des étoiles, Fayard, 2009
- Dans un état critique, La Découverte, 2010
- Les souvenirs sont au comptoir, Fayard, 2012